# Rio-Paris: A Tragédia do Voo 447
Rio-Paris: A Tragédia do Voo 447 é uma série documental de quatro episódios sobre a tragédia do Voo Air France 447, sendo lançada em 31 de maio de 2024 no Globoplay.
A série tem a direção geral de Rafael Norton, produção de Clarissa Cavalcanti e roteiro de Andrey Frasson e Gabriel Mitani.

## Enredo
15 anos após o trágico acidente do Voo Air France 447, que levava os passageiros do Rio de Janeiro em direção à Paris na madrugada dos dias 31 de maio e 1.° de junho de 2009, os familiares das vítimas, equipes responsáveis pelo resgate, jornalistas e pessoas envolvidas nas investigações relembram todos os desmembramentos do caso e as mudanças nas regras da aviação.

## Episódios
| Temporada | Temporada | Episódios | Episódios | Originalmente lançado |
| --------- | --------- | --------- | --------- | --------------------- |
|           | 1         | 4         | 4         | 31 de maio de 2024    |

| N.º | Título                    | Dirigido por  | Escrito por    | Exibição original  |
| --- | ------------------------- | ------------- | -------------- | ------------------ |
| 1 | "Mistério no ar"          | Rafael Norton | Gabriel Mitani | 31 de maio de 2024 |
| Um avião com 228 pessoas a bordo desaparece enquanto cruza o Oceano Atlântico, rumo a Paris. Autoridades buscam a aeronave e familiares procuram por respostas.             |                           |               |                |                    |
| 2 | "Corrida contra o tempo"  | Rafael Norton | Gabriel Mitani | 31 de maio de 2024 |
| Com o encontro de destroços, surgem as primeiras conclusões do acidente. As caixas-pretas, que guardam dados do voo, estão prestes a parar de emitir sinais de localização. |                           |               |                |                    |
| 3 | "Dúvidas no mar"          | Rafael Norton | Gabriel Mitani | 31 de maio de 2024 |
| Depois de quase dois anos de buscas, o avião é encontrado a 4 mil metros de profundidade. A leitura dos dados das caixas-pretas ainda é uma incógnita.                      |                           |               |                |                    |
| 4 | "Respostas nos tribunais" | Rafael Norton | Gabriel Mitani | 31 de maio de 2024 |
| As caixas-pretas revelam detalhes fundamentais para compreender o acidente. As investigações são concluídas e um processo se arrasta na justiça francesa.                   |                           |               |                |                    |

## Repercussão
Com o lançamento da série, algumas vozes foram adulteradas com o recurso da tecnologia avançada, fazendo com que a repercussão fosse negativa, gerando protestos do público e de dubladores brasileiros, principalmente do movimento Dublagem Viva.
Ao final de cada episódio, era emitido o seguinte aviso:

A versão em português das entrevistas concedidas em língua estrangeira para este documentário foi feita a partir da voz dos próprios entrevistados, com o uso da inteligência artificial, respeitando-se todos os direitos e leis aplicáveis. O conteúdo da dublagem é fiel às entrevistas originais. Os entrevistados que não aceitaram as dublagens foram legendados.— Globo
Após a polêmica, a Globo emitiu uma nova ao Universo Online (UOL), afirmando que realizou testes e soluções internas que ainda estão em fase experimental e que o uso da inteligência artificial acontece de forma transparente, respeitando os direitos e a qualidade. Já em nota ao O Globo, o Globoplay informou que não tem previsão para repetir tal estratégia.